# Vena femoral
La vena femoral (v. femoralis) es la continuación de la vena poplítea. 
Se extiende desde la rodilla hasta conducirse  hasta el ligamento inguinal, acompañada de la arteria femoral. Al salir del hiato aductor entra en el conducto de Hunter que tiene unos 15 cm de longitud. 
En este conducto la vena femoral (v. femoralis) se relaciona lateralmente con arteria femoral (a. femoralis) y anteriormente con el nervio safeno. 
La vena femoral sigue ascendiendo por cara antero-interna del muslo en forma de espiral para llegar a la cara anterior del muslo en su zona más proximal, donde entra en el triángulo de Escarpa en posición medial, lateralmente a la vena se encuentra la arteria femoral (a. femoralis) y más lateralmente el nervio femoral o crural (n.femoralis), medialmente la vena se relaciona con el ganglio de Cloquet.
El triángulo de Scarpa está delimitado en su zona superior por el ligamento inguinal. Una vez la vena femoral sobrepasa este ligamento, pasa a denominarse vena iliaca externa. En su trayecto recibe las venas accesorias descritas a continuación.

## Accesorias
1. Venas pudendas externas, llevan la sangre venosa de los genitales externos hacia la vena femoral.
2. Vena circunfleja iliaca superficial: vena de trayecto subcutáneo que acompaña a la arteria homónima.
3. Venas dorsales superficiales del pene (en el hombre) y del clítoris (en la mujer): Son venas pares, superficiales del pene y del clítoris, que terminan en las venas pudendas externas o directamente en la femoral.
4. Venas escrotales (en el hombre) o labiales (en la mujer) anteriores : Son las venas que drenan la sangre del escroto en el hombre y de los labios mayores en la mujer. Son afluentes de las venas pudendas externas o directamente de la vena femoral.
5. Vena safena magna (safena interna) : La vena safena magna se origina como continuación de la vena dorsal medial, por delante del maléolo medial. Ascendiente verticalmente por la cara medial de la pierna y de la rodilla, acompañada por el nervio safeno. En su trayecto presenta numerosas válvulas (doce pares). A nivel del muslo, se encuentra en la porción superficial del triángulo femoral, forma el arco de la safena magna y finalmente atraviesa la fascia cribosa por el hiato safeno para terminar en la vena femoral. Ocasionalmente encontramos la vena safena accesoria que comunica la vena safena menor (parva) con la vena safena magna, adoptando un trayecto paralelo y medial a la vena safena magna hasta que finalmente desemboca en ella. La vena safena accesoria drena sangre del muslo con excepción de los planos profundos y de la cara medial.[4]
6. Vena femoral profunda (v. profunda femoris): formada por la unión de 3-4 venas perforantes y que desemboca en la  vena femoral a unos 8 cm por debajo del ligamento inguinal.[3]